# Kerckeboschlaan
De Kerckeboschlaan is de nieuwe ontsluitingsweg van de nog te ontwikkelen wijk Kerckebosch in het oostelijk deel van Zeist in de provincie Utrecht. De wijk grenst aan de Utrechtse Heuvelrug en landgoed Heidestein. De laan slingert door het vroegere bos waarbij de aanwezige hoogteverschillen gehandhaafd werden. De slingering is bewust gemaakt om het natuurlijke karakter van de wijk Kerckenbosch te benadrukken. De bestaande bomen werden zoveel mogelijk ontzien. De laan verbindt de Prinses Irenelaan in het noordoosten met de Prinses Marijkelaan in het zuidwesten. De Kerckeboschlaan is vloeiend op de Prinses Marijkelaan aangesloten zodat het verkeer naar de Arnhemse Bovenweg wordt geleid. Langs de Kerckeboschlaan komt een fitnessroute. De laan wordt doorsneden door de Hoog Kanje, het kruispunt geldt als gelijkwaardige kruising. Aan de weg liggen zes nieuw te bouwen wijken, van elkaar gescheiden door bos- en heidegebieden van het Utrechts Landschap. Op 15 februari 2012 werd de naam Kerckeboschlaan gegeven. Eind december 2012 waren de asfalteringswerkzaamheden voor de Kerckeboschlaan en de toegangswegen naar zes buurten afgerond. De Kerckeboschlaan geldt als 30 kilometerzone. 
zijwegen
Aan de noordoostzijde sluit een deel van de vroegere Graaf Lodewijklaan op de Kerckeboschlaan. De straten in de buurten aan de oostzijde van de Kerckeboschweg lopen niet door en worden alleen gebruikt door bewoners en bezoekers. Ze zijn genoemd naar prinsessen. Ten noorden van de Hoog Kanje zijn dat de prinses Mariannelaan, prinses Maximalaan en de prinses Catharina Amalialaan. Ten zuiden van Hoog Kanje liggen de Arianelaan en de Alexialaan.

## Wijkvernieuwing Kerckebosch
De wijk Kerckenbosch Zeist zal vanaf 2013 grote verandering ondergaan. De bestaande 706 huurappartementen uit de jaren 50 maken ruimte voor 800 tot 1050 nieuwe eengezinswoningen en appartementen.
De gemeente Zeist en woningcorporatie Seyster Veste werken sinds 2006 samen in de wijkontwikkelingsmaatschappij (WOM). Seyster Veste bouwt nieuwe sociale huurwoningen voor de mensen die nu al in de wijk wonen, en enkele koopwoningen. De bestaande galerijflats met 706 huurwoningen worden hiervoor gesloopt. De ontwikkeling van de wijk gebeurt in fasen.
Vrijdag 28 juni 2013 startte officieel de bouw van de eerste woningen in Kerckebosch/De Boswachterij. De Prinses Margrietlaan wordt gebruikt door al het bouwverkeer van de woningen die in de verschillende buurten wordt gebouwd. De Kerckeboschlaan wordt zo ontzien.
Zes Buurten
Het bebouwing van de Kerckeboschlaan bestaat uit zes buurten, elk met een eigen karakter.   De buurten zijn door uitlopers van bos en heide van elkaar gescheiden. 
- De Boschrand / Op de Hei - klassieke architectuur met jaren 30 stijlkenmerken in De Boschrand, moderne architectuur in Op de Hei
- Hoge Dennen - eigentijdse architectuur, sluit aan bij bestaande wijk Hoge Dennen
- Stuifduinen - 2-onder-1-kapwoningen, eengezinswoningen en appartementengebouw Vossenburg
- De Hout - eengezinswoningen (koop en huur) en de appartementengebouwen Eikenveste en Lindeveste
- Bosgaarde - eengezinswoningen met traditionele kenmerken als daklijsten, erkers en nissen
- De Boswachterij - hofjes met appartementengebouw Koekoeksnest en het Merelnest

Vijf fases
In de eerste fase bouwt Seyster Veste 153 huurwoningen voor de bewoners van de Prinses Irenelaan. De bouw startte in de lente van 2013. De woningen worden in fases gebouwd. Sommige gebouwen zijn sneller klaar dan andere. De eerste bewoners zijn in juli 2014 verhuisd naar hun nieuwe woning. De sloop van de eerste woningen is gepland voor begin 2015. Ongeveer een half jaar later zijn alle woningen van fase 1 gereed en start het slopen van de lege flatgebouwen.